# 蓬莱泰三
蓬莱泰三（日语：蓬莱泰三，1929年—2018年11月5日）。日本电视剧剧作家与著名的作词家。兵庫縣人。主要活动于20世纪中后期，他凭借以战争和交通为主题的悲剧以及展现人物烦躁与愤怒的内心情感的剧作而闻名于世。
2018年11月5日因膽管癌於東京的醫院病逝。享年89歲。